# Gare de Mikawa-Anjō
La gare de Mikawa-Anjō (三河安城駅, Mikawa-Anjō-eki) est une gare ferroviaire de la ville d'Anjō, dans la préfecture d'Aichi, au Japon. La gare est desservie par la ligne Shinkansen Tōkaidō et la ligne principale Tōkaidō de la JR Central.

## Situation ferroviaire
La gare de Mikawa-Anjō est située au point kilométrique (PK) 312,8 de la ligne Shinkansen Tōkaidō et au PK 336,3 de la ligne principale Tōkaidō.

## Historique
La gare de Mikawa-Anjō a été inaugurée le 13 mars 1988.

## Service des voyageurs

### Accueil
La gare dispose d'un bâtiment voyageurs, avec guichets, ouvert tous les jours.

### Desserte
- Ligne Shinkansen Tōkaidō :
  - voie 1 : direction Nagoya et Shin-Osaka
  - voie 2 : direction Tokyo
- Ligne principale Tōkaidō :
  - voie 3 : direction Nagoya
  - voie 4 : direction Hamamatsu